# Yollarbaşı, Karaman
Yollarbaşı là một thị trấn thuộc thành phố Karaman, tỉnh Karaman, Thổ Nhĩ Kỳ. Dân số thời điểm năm 2011 là 1.267 người.